# Spring mot Ulla - spring! Cornelis sjunger Bellman
Spring mot Ulla, spring! Cornelis sjunger Bellman är det första albumet som Cornelis Vreeswijk gav ut på skivbolaget Philips Records 1971. Albumet innehåller okonventionella tolkningar av visor ur Bellmans Fredmans epistlar och blev en stor försäljningsframgång.

## Låtlista
Alla sångerna är skrivna av Carl Michael Bellman

### Sida A
1. Epistel n:o 67 – Fader Movitz, Bror – 2:37
2. Epistel n:o 43 – Värm mer öl och bröd – 2:51
3. Epistel n:o 40 – Ge rum i bröllopsgåln – 2:32
4. Epistel n:o 36 – Vår Ulla låg i sängen och sov – 2:44
5. Epistel n:o 72 – Lemnad vid Cajsa Lisas säng, sent om en afton (Glimmande nymf) – 4:10
6. Epistel n:o 68 – Movitz i afton står baln – 2:36
7. Epistel n:o 28 – I går såg jag ditt barn, min Fröja – 3:22

### Sida B
1. Epistel n:o 48 – Solen glimmar blank och trind – 3:45
2. Epistel n:o 7  – Fram med basfiolen, knäpp och skruva – 3:31
3. Epistel n:o 81 – Märk hur vår skugga – 4:40
4. Epistel n:o 24 – Kära syster, mig nu lyster – 2:59
5. Epistel n:o 27 – Gubben är gammal, urverket dras – 2:37
6. Epistel n:o 71 – Ulla, min Ulla säg får jag dig bjuda – 3:58

## Medverkande musiker
- Cornelis Vreeswijk – sång, gitarr
- Björn J:son Lindh – cembalo-piccolo, elpiano, flöjt, piano
- Palle Danielsson – bas
- Rune Gustafsson – gitarr
- Gunnar Olsson – trummor
- Arne Domnérus – altsax
- Åke Olofsson – violoncell
- Bengt Belfrage – horn
- Egil Johansen – trummor
- Johan Bundrick – orgel
- Lars Wellander – gitarr
- Björn Ståbi – fiol
- Ole Hjorth – fiol
- Kenny Håkansson – gitarr
- Anders Dahl – violin
- Tullo Galli – Violin
- Lars Arvinder – viola